# Rosinidina
La rosinidina es una antocianidina, un pigmento natural hallado en las flores de Catharanthus roseus y, en menor concentración, en Primula rosea.